# Lijst van sultans van Pattani
Dit is een lijst de sultans van het koninkrijk Pattani, voor zover bekend:
- 1690 - 1707 Raja Mas Kelatan
- 1707 - 1710 Raja Mas Jayam (1e keer)
- 1710 - 1719 Raja Dewi (vrouw)
- 1719 - 1723 Raja Bendang Badan
- 1723 - 1724 Raja Laksamana Dajang
- 1724 - 1726 Raja Mas Jayam (2e keer)
- 1726 - 12 augustus 1729 Along Yunus
- 1729 - 1776 onbekend
- 1776 - 1786 Sultan Muhammad
- 1786 - 1791 Tengku Lamidin
- 1791 - 1808 Datok Pengkalan
- 1808 - 1815 Nai Khwan Sai
- 1815 - 1816  Nai Pai